# Морейра, Жансен Жозе
Жансен Жозе́ Морейра (порт.-браз. Jansen José Moreira; 10 июля 1927, Рио-де-Жанейро — 9 июля 2010, Порсиункула, Рио-де-Жанейро) — бразильский футболист, левый нападающий.

## Карьера
Жансен начал карьеру в 1942 году в молодёжном составе клуба «Америка». Годом позже он перешёл в «Васко да Гаму». С клубом он выиграл в 1944 году чемпионат штата среди юниоров, а в 1946, 1947, 1948 и 1949 годах среди молодёжных команд. По другим данным он выиграл турнир среди молодёжных команд в 1948 и 1949 годах. С 1950 года Жансен стал выступать за основной состав «Васко». В том же сезоне он выиграл с клубом чемпион штата, а через два года повторил это достижение. 8 апреля 1951 года футболист участвовал в историческом матче, в котором «Васко» обыграл «Пеньяроль» со счётом 3:0, который воспринимался в Бразилии, как реванш за поражение в финале чемпионата мира. Всего за три сезона в команде Жансен сыграл 50 встреч и забил 17 голов. В 1953 году нападающий перешёл в клуб «Понте-Прета». С этой командой футболист подписал свой первый в жизни профессиональный контракт.
В 1955 году Жансен стал игроком «Коринтианса». Там он стал частью нападения команды, состоявшей из Балтазара, Клаудио Пиньо, Рафаэла Кьяреллы и самого Жансена. Сам футболист дебютировал в «Коринтиансе» 28 июля в матче с «Жувентусом» (2:1). В первом же сезоне клуб до последнего тура конкурировал за титул чемпиона штата Сан-Паулу, но уступил «Сантосу». Игрок выступал за «Коринтианс» два сезона, сыграв в 48 матчах и забив 11 голов. Последний матч за клуб Жансен провёл 17 июня 1956 года с «XV ноября» (1:2). Затем футболист играл в «Гуарани», а завершил карьеру в 1959 году в «Понте-Прете».
Карьеру в национальной сборной Жансен начал в составе молодёжной сборной Бразилии, с которой участвовал в неофициальном чемпионате Южной Америки в 1949 году в Чили. На этом турнире бразильцы одержали победу. В 1950 году он выиграл со сборной чемпионат Южной Америки среди университетских сборных команд. В 1952 году футболист поехал на Олимпийские игры, где сыграл три матча и забил один мяч, поразив ворота Нидерландов (5:1). Жансен стал первый игроком из «Васко да Гамы», забившим гол на Олимпиаде.

## Международная статистика
| Матчи Жансена за олимпийскую сборную Бразилии | Матчи Жансена за олимпийскую сборную Бразилии | Матчи Жансена за олимпийскую сборную Бразилии | Матчи Жансена за олимпийскую сборную Бразилии | Матчи Жансена за олимпийскую сборную Бразилии | Матчи Жансена за олимпийскую сборную Бразилии | Матчи Жансена за олимпийскую сборную Бразилии |
| --------------------------------------------- | --------------------------------------------- | --------------------------------------------- | --------------------------------------------- | --------------------------------------------- | --------------------------------------------- | --------------------------------------------- |
| №                                             | Дата                                          | Место проведения                              | Оппонент                                      | Счёт                                          | Голы                                          | Турнир                                        |
| 1                                             | 16 июля 1952                                  | Турку                                         | Нидерланды (олимп.)                           | 5:1                                           | 1                                             | Олимпийские игры                              |
| 2                                             | 16 июля 1952                                  | Лахти                                         | Люксембург (олимп.)                           | 2:1                                           | —                                             | Олимпийские игры                              |
| 3                                             | 16 июля 1952                                  | Хельсинки                                     | ФРГ (олимп.)                                  | 4:2                                           | —                                             | Олимпийские игры                              |

## Достижения
- Чемпион штата Рио-де-Жанейро: 1950, 1952